# Lohne (Alemanha)
Lohne é uma cidade da Alemanha localizada no distrito de Vechta, estado da Baixa Saxônia.